# Timeless Tales (For Changing Times)
Timeless Tales (For Changing Times) è il settimo album del sassofonista jazz Joshua Redman, registrato e pubblicato nel 1998.
Tutti gli interludi sono stati composti ed arrangiati da Redman stesso.

## Tracce
1. Summertime – 06:18 (George e Ira Gershwin)
2. Interlude 1 – 00:45
3. Visions – 04:25 (Steve Wonder)
4. Yesterday – 07:19 (Jerome Kern / Otto Harbach)
5. Interlude 2 – 00:35
6. I Had a King – 05:40 (Joni Mitchell)
7. The Time They Are A-Changing- 05.08 (Bob Dylan)
8. Interlude 3 – 00:20
9. I Might As Well Be Spring – 06:28 (Richard Rodgers / Oscar Hammerstein)
10. Interlude4 – 00:14
11. How Deep Is The Ocean – 04:03 (Irving Berlin)
12. Interlude 5 – 00:25
13. Love For Sale – 06:31 (Cole Porter)
14. Interlude 6 – 00:59
15. Eleanor Rigby – 08:46 (John Lennon e Paul McCartney)
16. Interlude 7 – 00:35
17. How Come U don't Call Me Anymore – 05:00 (Prince)

## Formazione
- Joshua Redman – sassofono tenore e alto
- Brad Mehldau – pianoforte
- Larry Grenadier – contrabbasso
- Brian Blade – percussioni